# Parc ornithologique de Pont-de-Gau
Le parc ornithologique de Pont-de-Gau se situe en Camargue, aux Saintes-Maries-de-la-Mer. Créé en 1949 sous la forme d'un parc zoologique, il s'est spécialisé en 1974 en devenant un parc ornithologique. Il comprend également un centre de soins à la faune sauvage.

## Historique
En 1949, un ornithologue passionné, André Lamouroux, ouvre à Pont-de-Gau un espace composé de petites volières où sont montrées quelques espèces avicoles camarguaises. René Lamouroux, son fils, lui succède en 1974, et décide de permettre aux visiteurs de voir un maximum d'espèces dans de grands espaces dans un parc et de s'informer grâce à une maison du parc. Cette maison a pour vocation de sensibiliser les visiteurs à la protection de la Camargue et à la préservation de son environnement naturel.
René Lamouroux agrandit d'abord le domaine de douze hectares de marais, aménage et balise des chemins pour permettre aux visiteurs d'approcher au plus près la faune et la flore. Puis, en 1987, il loue le marais de Ginès au Parc naturel régional de Camargue.

## Aménagements
Le Parc propose sept kilomètres de sentiers de découverte adaptés à tous et accessibles aux personnes handicapées. Des aires de pique-nique sont aménagées. Grâce aux terrasses, l'observation de plusieurs centaines d'oiseaux est particulièrement facilitée. À la sortie, la maison du parc naturel régional de Camargue apporte des informations au public sur la Camargue, ses spécificités, les différents milieux naturels qui le composent et les manières de le respecter.

## Espaces naturels

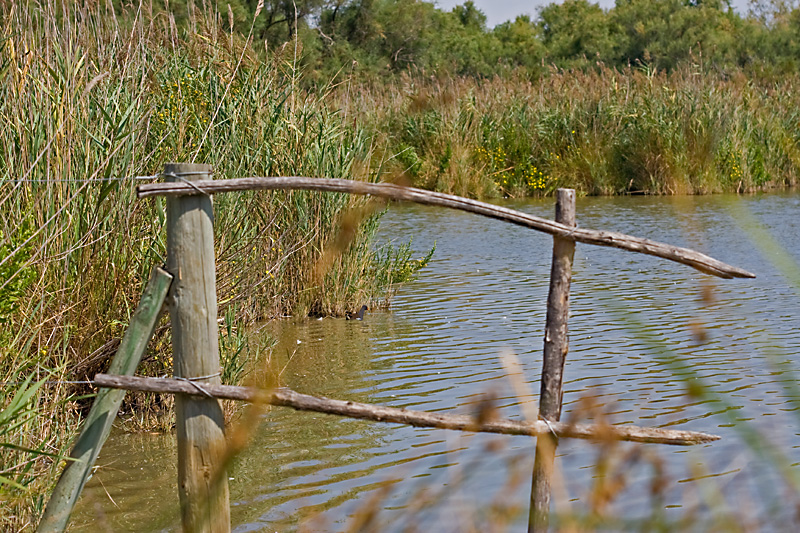
Roselières au Pont de Gau (Phragmites australis).

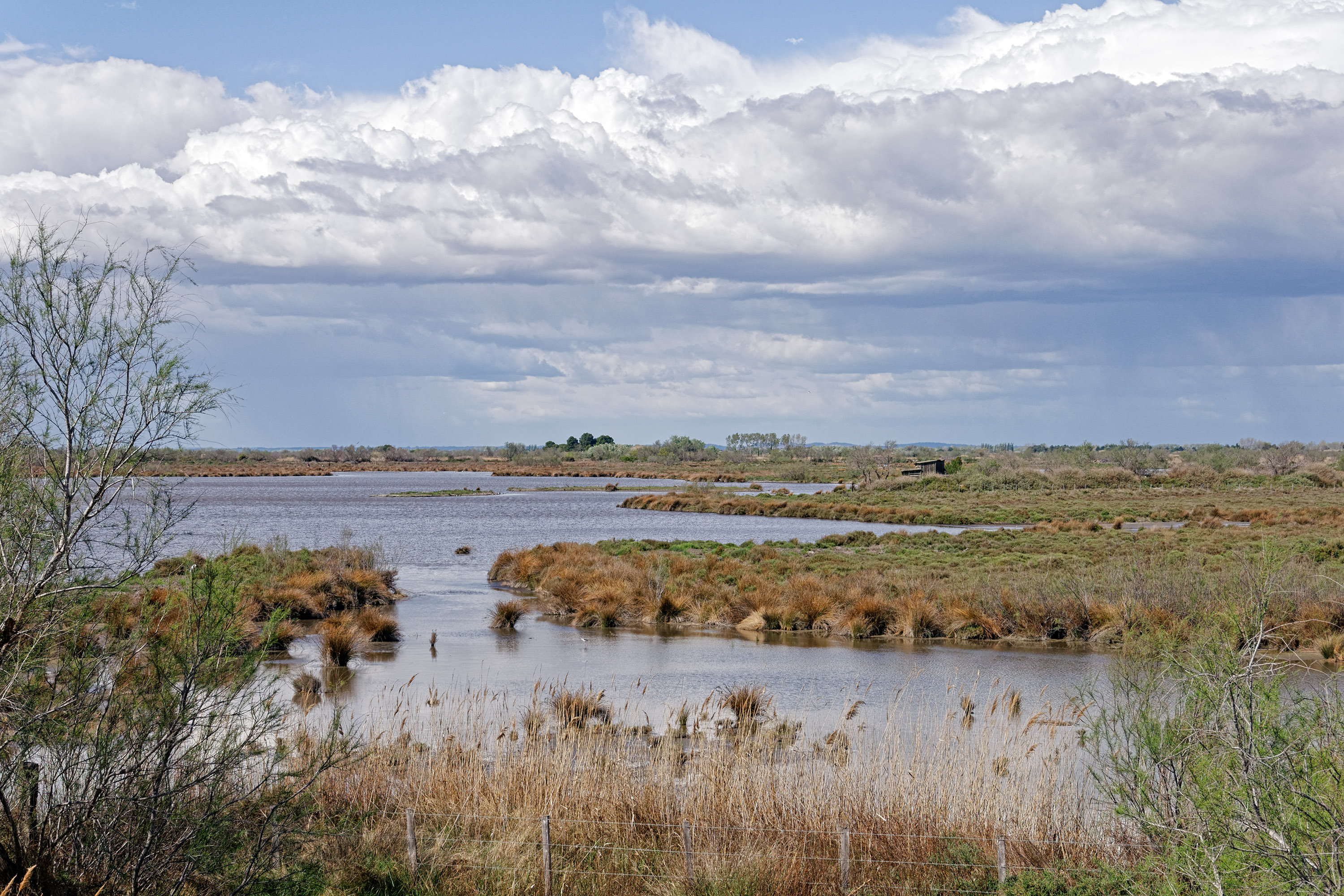
Paysage du parc.

Avec ses 60 hectares, le parc permet de découvrir la faune sauvage dans son milieu naturel composé de marais, d'étangs, de roselières, de pelouses, de sansouires et de roubines. Cette diversité favorise la présence de nombreuses espèces d'oiseaux, tant sédentaires que migratrices.

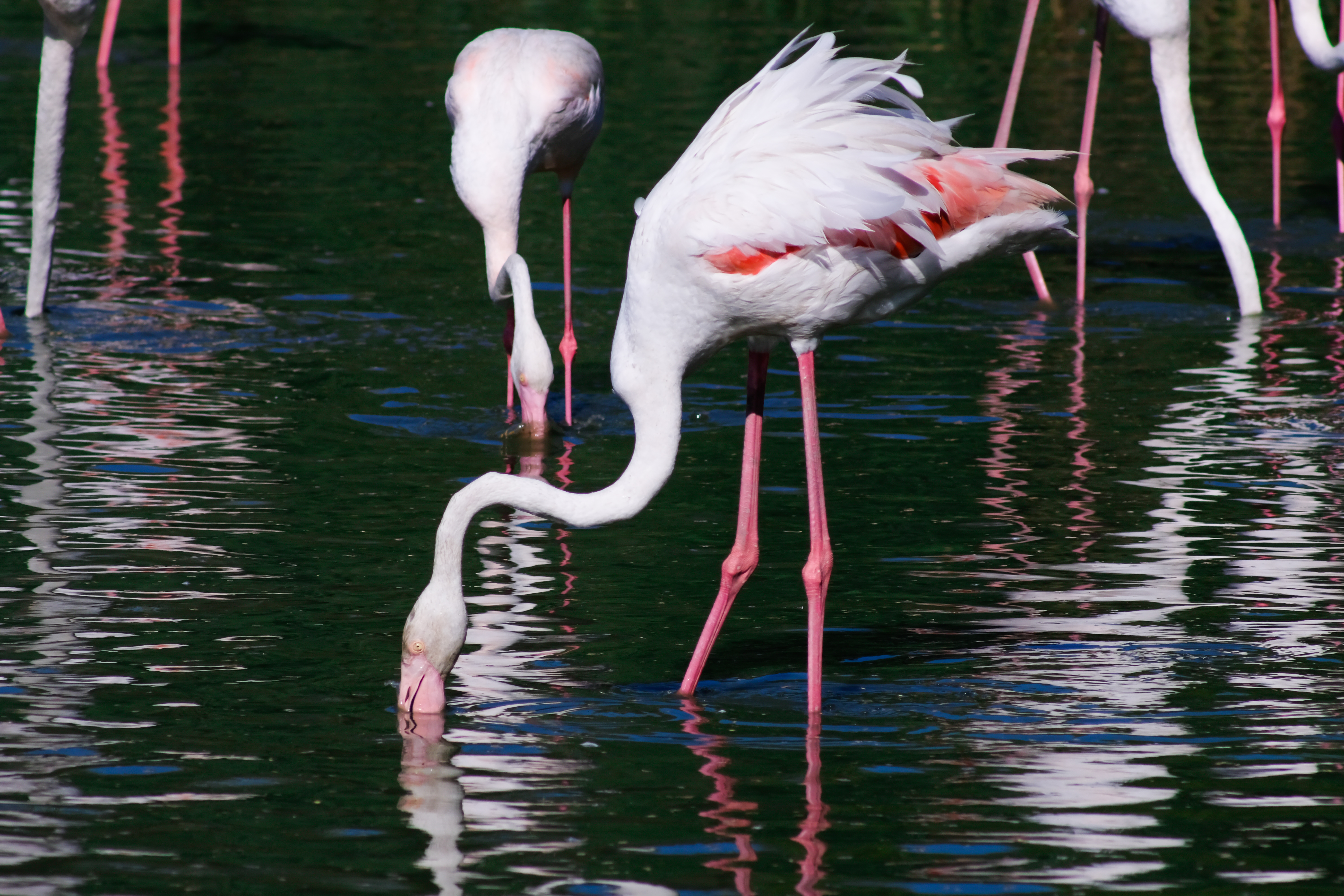
Flamant rose.
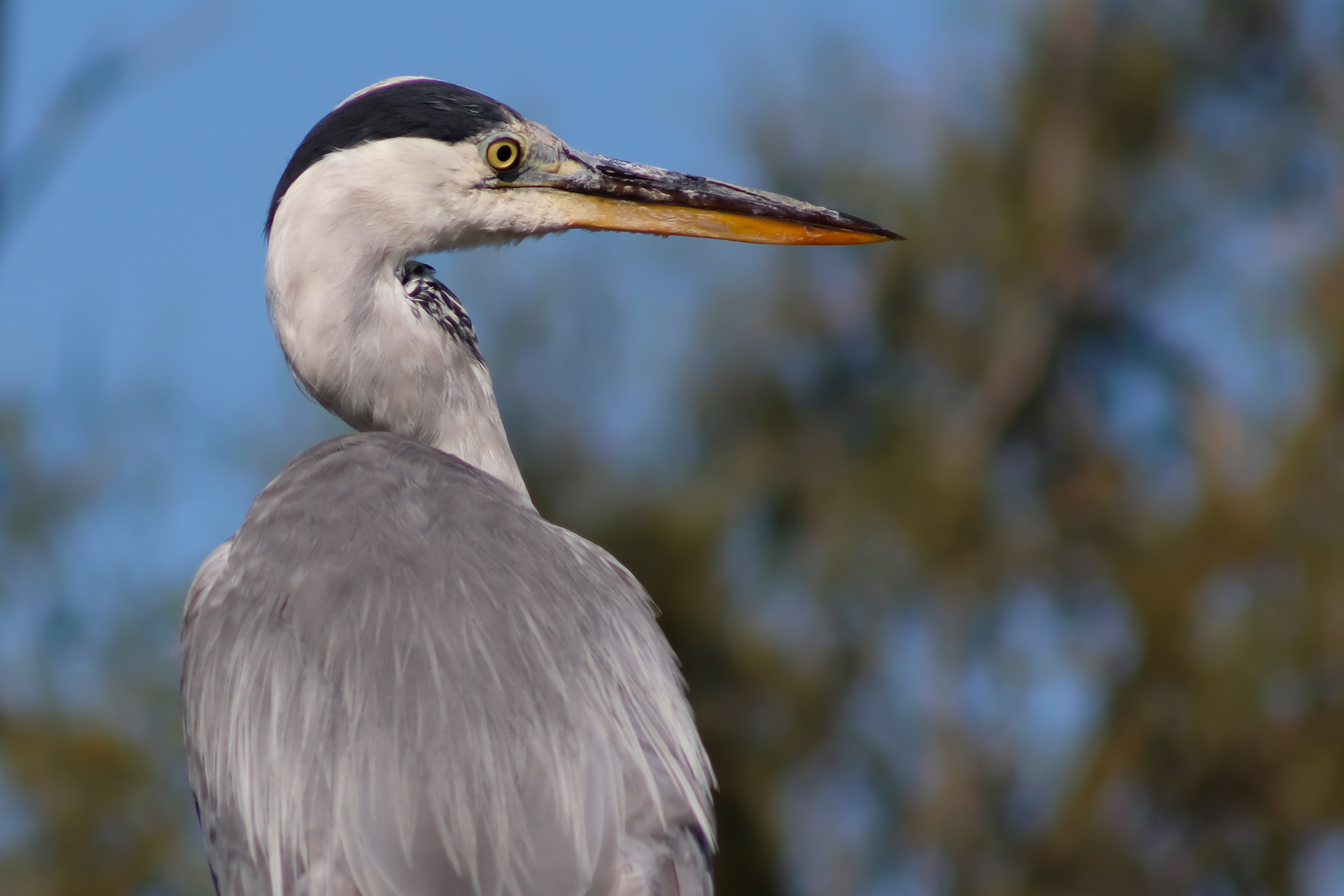
Héron cendré.
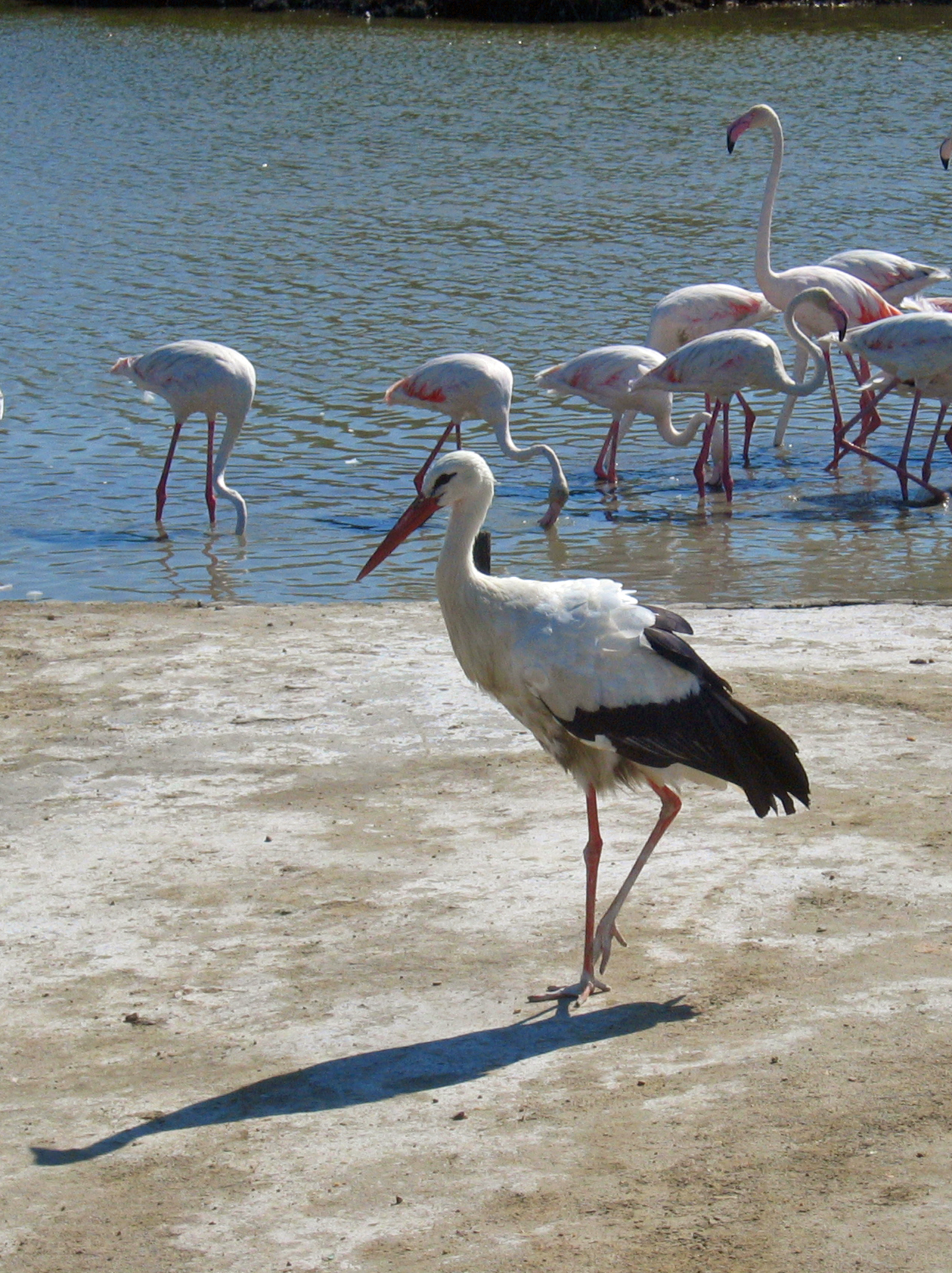
Cigogne blanche et flamants roses.
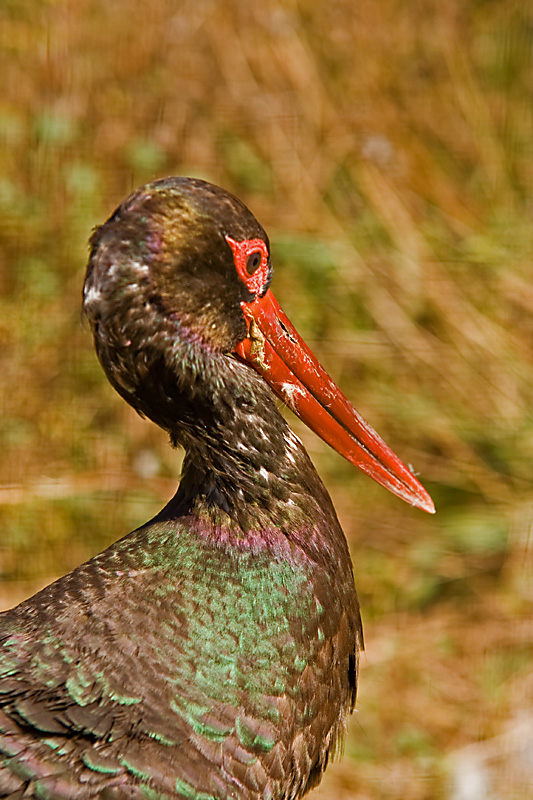
Cigogne noire.
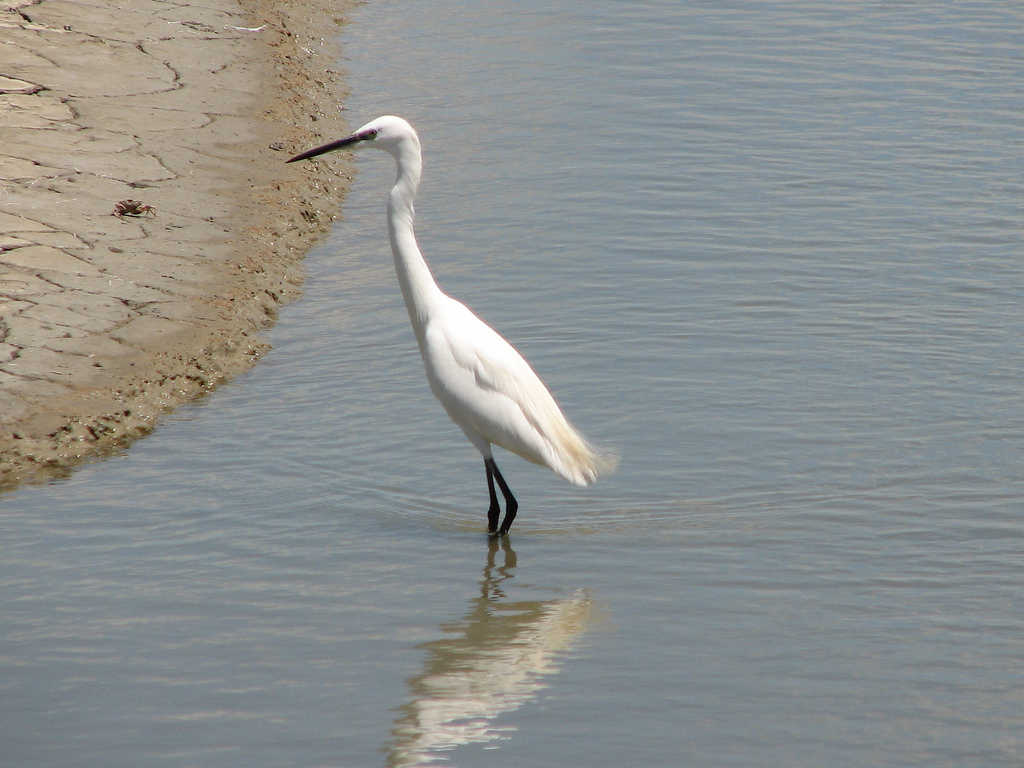
Aigrette garzette.
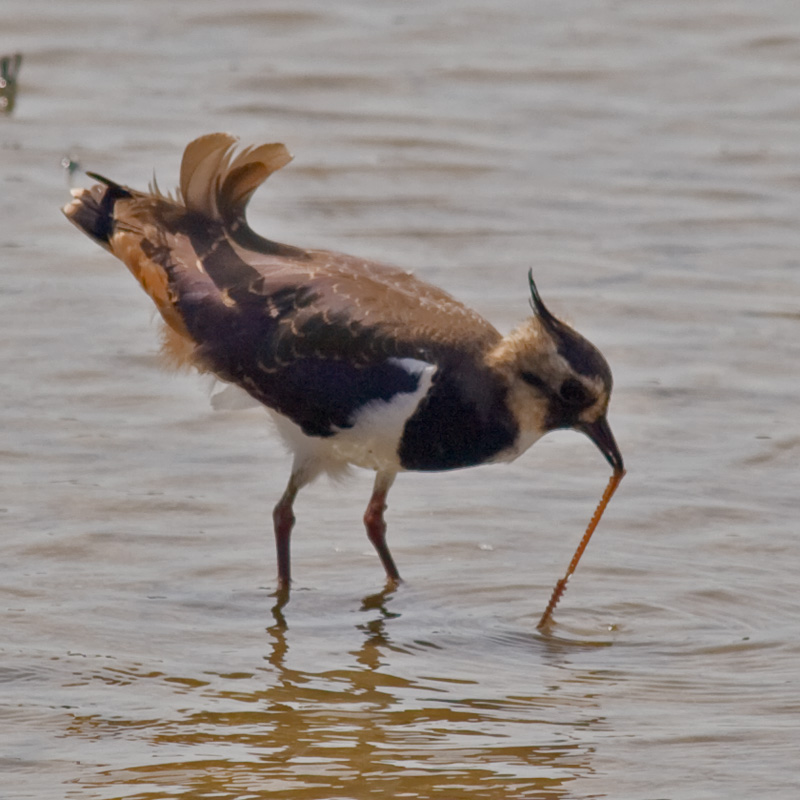
Vanneau huppé.

Parmi ces espèces figurent notamment les flamants roses, les hérons, les cigognes, les aigrettes, les sarcelles, les rapaces et de nombreux petits échassiers.

## Centre de soins et volières
Un centre de soins à la faune sauvage est créé pour les oiseaux de Camargue. Il en reçoit en moyenne 350 par an. En 1985, plus de 5 000 flamants roses furent ramassés morts de faim à cause du gel des étangs lors des vagues de froid hivernales. En février 2012, le parc a accueilli et soigné ces oiseaux emblématiques de la Camargue, alors que plus de 90 % des surfaces des étangs étaient gelées, ce qui les empêchait de se nourrir.
Les quelques volières du parc accueillent des oiseaux handicapés ou trop imprégnés par l'espèce humaine pour vivre seuls en milieu naturel.

Les rapaces du parc ornithologique
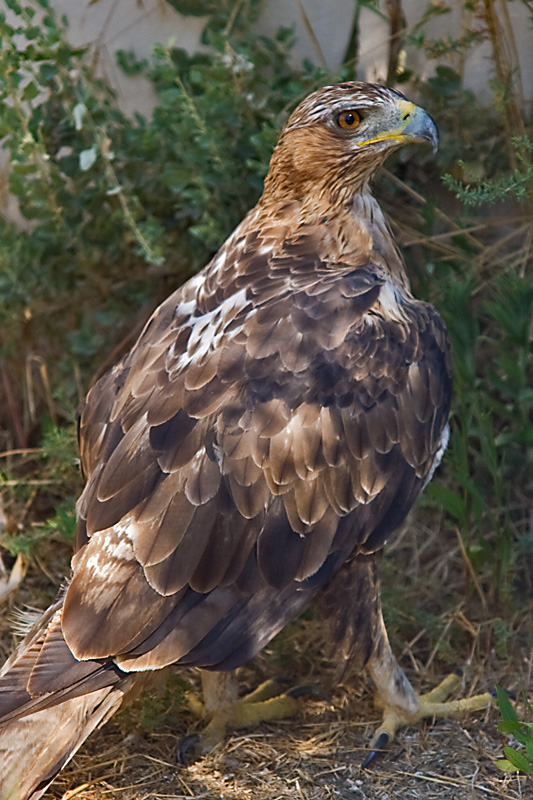
Aigle royal.
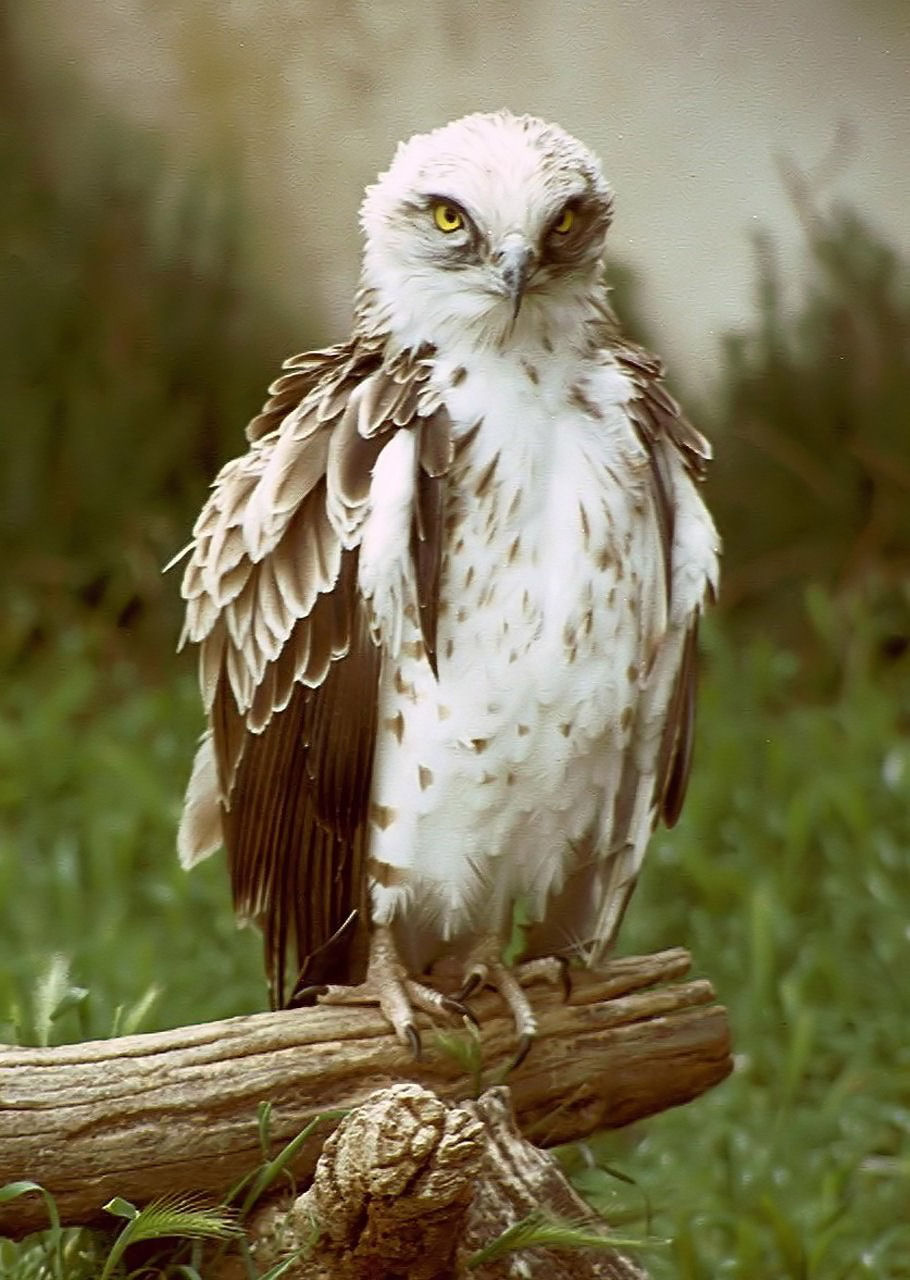
Circaète Jean-le-Blanc.
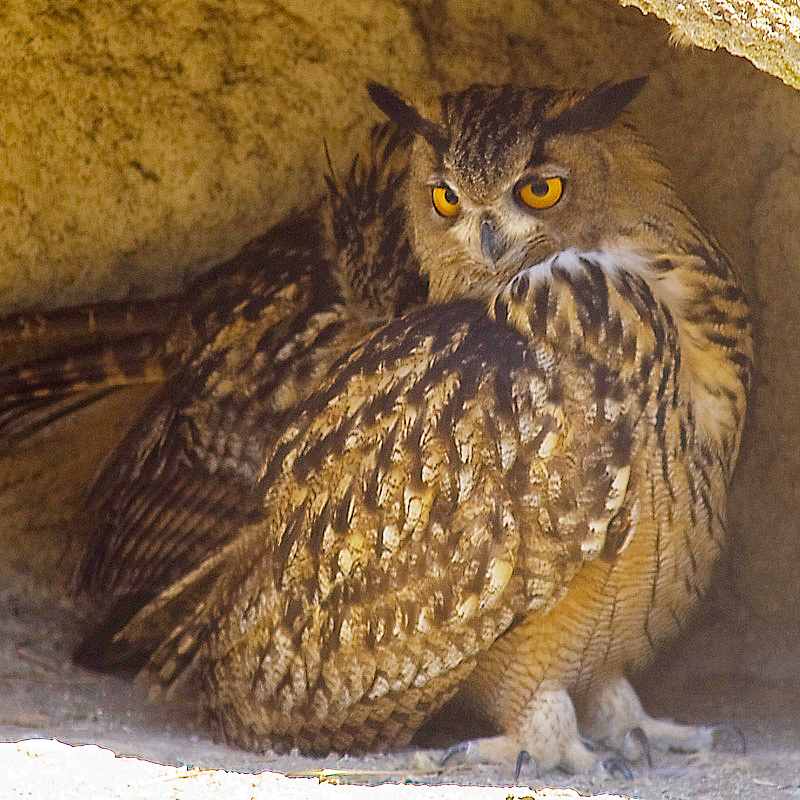
Hibou grand-duc.
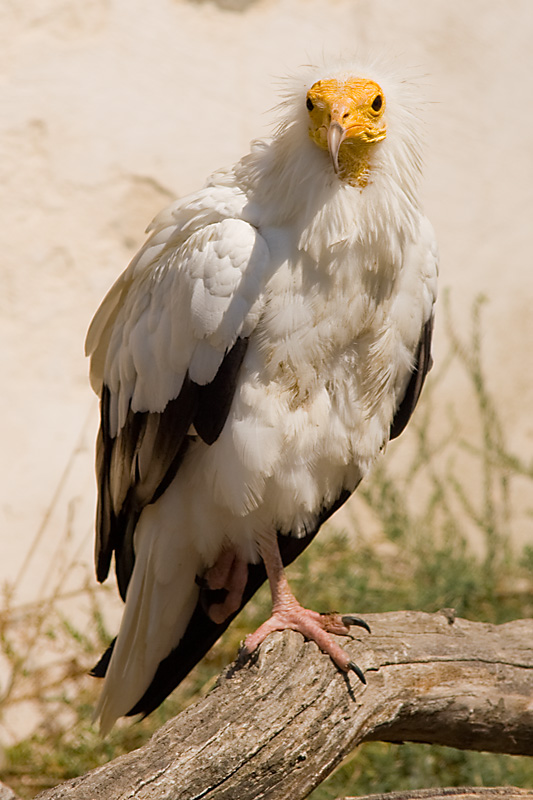
Vautour percnoptère.